# Postamat

Il logo del Postamat.

Postamat è il circuito domestico di prelievo e pagamento gestito da Poste Italiane. Con lo stesso nome vengono spesso indicati, per estensione, gli sportelli automatici di proprietà dell'azienda, i quali sono sostanzialmente gli stessi degli ATM bancari.

## Prelievo
È possibile prelevare contanti mediante carte Postamat o attraverso carte appartenenti ai più comuni circuiti internazionali (per esempio Cirrus/Maestro/MasterCard e Visa/Visa Electron/V Pay), in questo caso pagando una commissione se prevista dal contratto con il proprio istituto di credito.

Da alcuni anni gli sportelli Postamat sono collegati anche al circuito Bancomat.

## Servizi
Oltre ad offrire il servizio di prelevamento contante, permettono anche operazioni dispositive, come il pagamento di bollette precompilate tramite un apposito scanner che legge i moduli, e le ricariche telefoniche.

È inoltre possibile effettuare operazioni informative (consultazione saldo/lista dei movimenti) relative alla propria carta Postepay prepagata e/o al proprio conto corrente, in quest'ultimo caso per mezzo della carta Postamat connessa al conto.